# Horst Heldt
Horst Heldt (Königswinter, 1969. december 9. –) német válogatott labdarúgó. Jelenleg a Schalke 04 igazgatóságának a tagja.
A német válogatott tagjaként részt vett az 1999-es konföderációs kupán.

## Sikerei, díjai
- VfB Stuttgart
  - Német bajnok: 2006-07